# Obelisco di Montecitorio

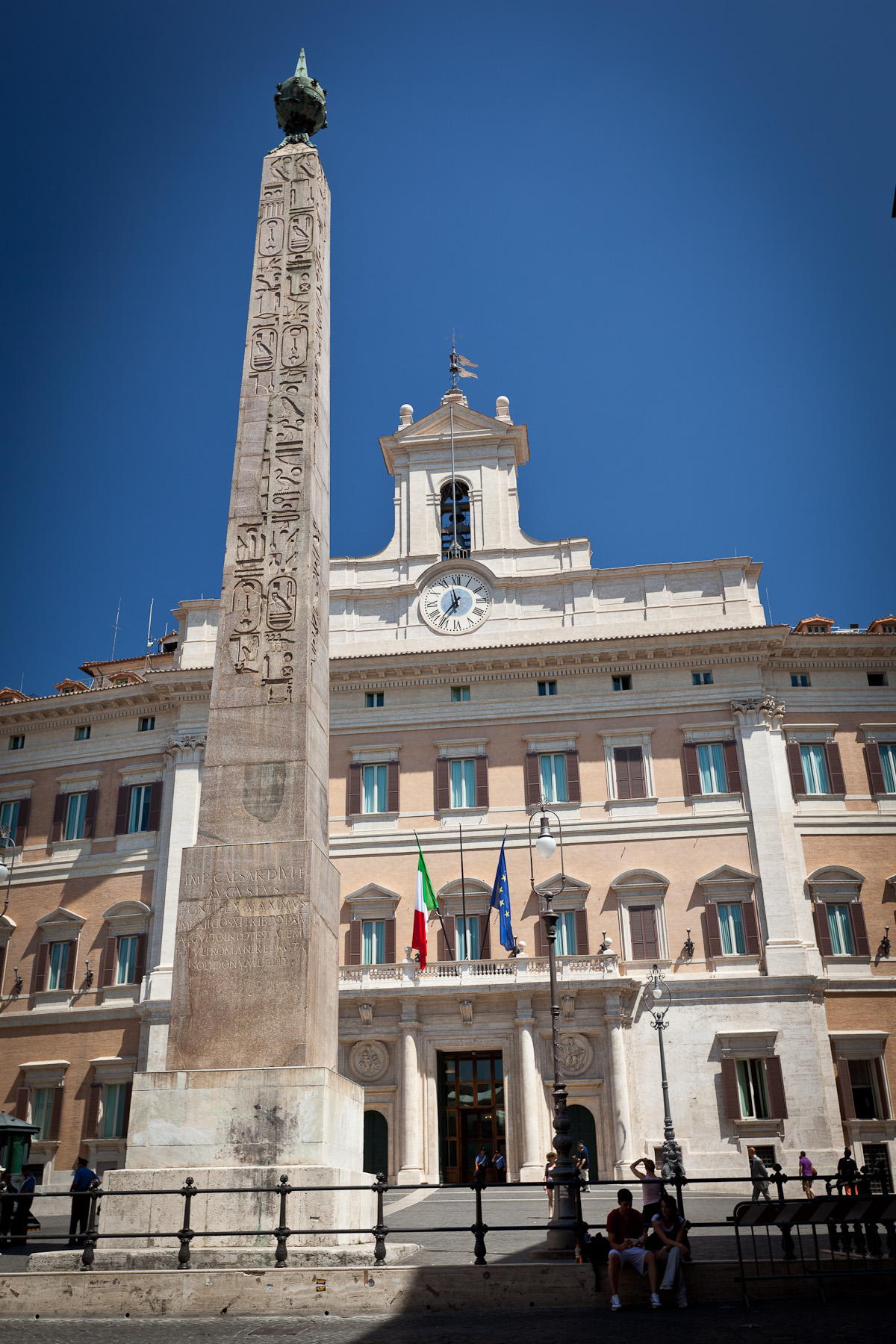
Obelisk vor dem Palazzo di Montecitorio

Der Obelisco di Montecitorio oder Obelisco Solare ist ein altägyptischer Obelisk in Rom. Er steht auf der Piazza Montecitorio vor dem Palazzo Montecitorio. Mit einer Höhe von 21,79 m (ohne Basis und Kugel auf der Spitze) ist er der fünftgrößte Obelisk Roms.

## Geschichte
Er wurde im 6. vorchristlichen Jahrhundert unter Pharao Psammetich II., dem dritten König der 26. Dynastie (595–589 v. Chr.), in Heliopolis errichtet. Augustus brachte ihn zwischen 12 und 10 v. Chr. nach Rom und ließ ihn auf dem Marsfeld aufstellen, wo er als Gnomon für das Solarium Augusti, einen überdimensionalen Mittagsweiser, diente. 1748 unter Papst Benedikt XIV. wurde der Stein hinter dem Palazzo Montecitorio – heute Piazza del Parlamento – wiederentdeckt, wovon dort eine Inschrift Benedikts XIV. berichtet. In der Inschrift auf dem Sockel lässt Pius VI. ausdrücklich erwähnen, dass Benedikt XIV. den Obelisken einfach liegengelassen habe. Erst 1792 unter Papst Pius VI. wurde er unter Verwendung von Material der zerstörten Ehrensäule für Antoninus Pius renoviert und an seinem heutigen Platz aufgestellt.
Die antike Weiheinschrift lautet:
| IMP CAESAR DIVI F           | Imperator Caesar Augustus                                                        |
| AUGUSTUS                    | Sohn des vergöttlichten (Caesar)                                                 |
| PONTIFEX MAXIMUS            | Pontifex Maximus                                                                 |
| IMP XII COS XI TRIB POT XIV | Imperator zum 12., Konsul zum 11., Inhaber der tribunizischen Gewalt zum 14. Mal |
| AEGUPTO IN POTESTATEM       | nachdem Ägypten unter die Herrschaft                                             |
| POPULI ROMANI REDACTA       | des römischen Volkes gebracht war                                                |
| SOLI DONUM DEDIT            | hat (diesen Obelisken) der Sonne zum Geschenk gegeben                            |

Die meisten der ägyptischen Inschriften sind erodiert und kaum lesbar. Lediglich eine Aufzählung der Namen und Titel des Königs ist gut zu entziffern: Der goldene Horus, verschönert die beiden Länder, geliebt von Aton, Herr von Heliopolis, König von Ober- und Unterägypten, geliebt von Re-Harachte, der die Weiße Krone erlangte und die Doppelte Krone vereinte, Psammetich, geliebt von den Seelen Heliopolis.